# Moczydło (województwo zachodniopomorskie)
Moczydło – (niem. Muckeburg), wieś w Polsce położona w województwie zachodniopomorskim, w powiecie myśliborskim, w gminie Barlinek.
W latach 1975–1998 miejscowość administracyjnie należała do województwa gorzowskiego.
Niewielka śródleśna osada położona ok. 8 km na południowy wschód od Barlinka. Obok jezioro Sitno Moczydelskie z plażą i czynnym w sezonie polem namiotowym. Przez jezioro przepływa rzeka Santoczna.